# Мартин Гловня
Мартин Франц Гло̀вня е български географ, геоморфолог.

## Биография
Роден е в София на 8 ноември 1919 г. в семейството на поляци, заселили се в България. През 1943 г. завършва география в Софийски университет „Св. Климент Охридски“ при доц. Гунчо Гунчев и проф. Димитър Яранов. По време на студентските си години работи като библиотекар в библиотеката на списание „География“ към Университетска библиотека, а след завършване на образованието си е стажант учител в ІІІ Софийска мъжка гимназия. Участва в бригадирското младежко движение и работи по строежа на жп линията Перник – Волуяк като ръководител на младежка група. От 1948 г. е преподавател в Геолого-географския факултет на Софийски университет. Първоначално води упражнения по картография и физическа география на България. През 1963 г. получава научното звание доцент. Почива на 16 януари 1986 г. в София.

## Научна дейност
Научните му интереси са в областта на геоморфологията, комплексната физическа география на България и континентите и ландшафтознанието. Проучва Рила, Пирин, Витоша и Калоферска планина. Изследва глациалния и периглациалния релеф в България, определя възрастта на глациалните форми и стадиите на заледяване. За първи път установява наличието на сезонна и денонощна геокриолитозона в Средна Рила.
Мартин Гловня има големи приноси във физическата география на континентите. През 1967 г. излиза първият учебник по тази дисциплина, чийто автор е доц. Гловня, а през 1982 г. излиза и негово преработено издание в съавторство с Екатерина Благоева.
Той е дългогодишен член на комисията по транскрипция и на редакционни съвети на издателства, списания и др.

## Научни трудове
- Физическа география на континентите. С., 1967.
- Учебно ръководство по физическа география на континентите (съавторство с Екатерина Благоева). С., 1983.
- Геоморфоложки проучвания в югозападния дял на Рила. ГСУ, ГГФ, 51,2, 1956 – 1957
- Относно периглациалния релеф в България. Известия на БГД, 2, 1959.
- Принос в изучаването на периглациалната морфоструктура в България. Известия на БГД, 3, 1962.
- По въпроса за глациалния и периглациалния релеф в масива на връх Ботев. Известия на БГД, 4, 1964.
- Проучвания на глациалната морфоскулптура в източния дял на Рила. ГСУ, ГГФ, 55, 2, 1962.
- Глациален и периглациален релеф в Южния дял на Средна Рила. ГСУ, ГГФ, 61, 2, 1966 – 1967.
- Сравнителни геоморфоложки проучвания на периглациалната морфо скулптура на Южните Карпати и Рила планина. ГСУ, ГГФ, 64, 2, 1969 – 1970.[1][2]